# Elefantenstein (Rerik)

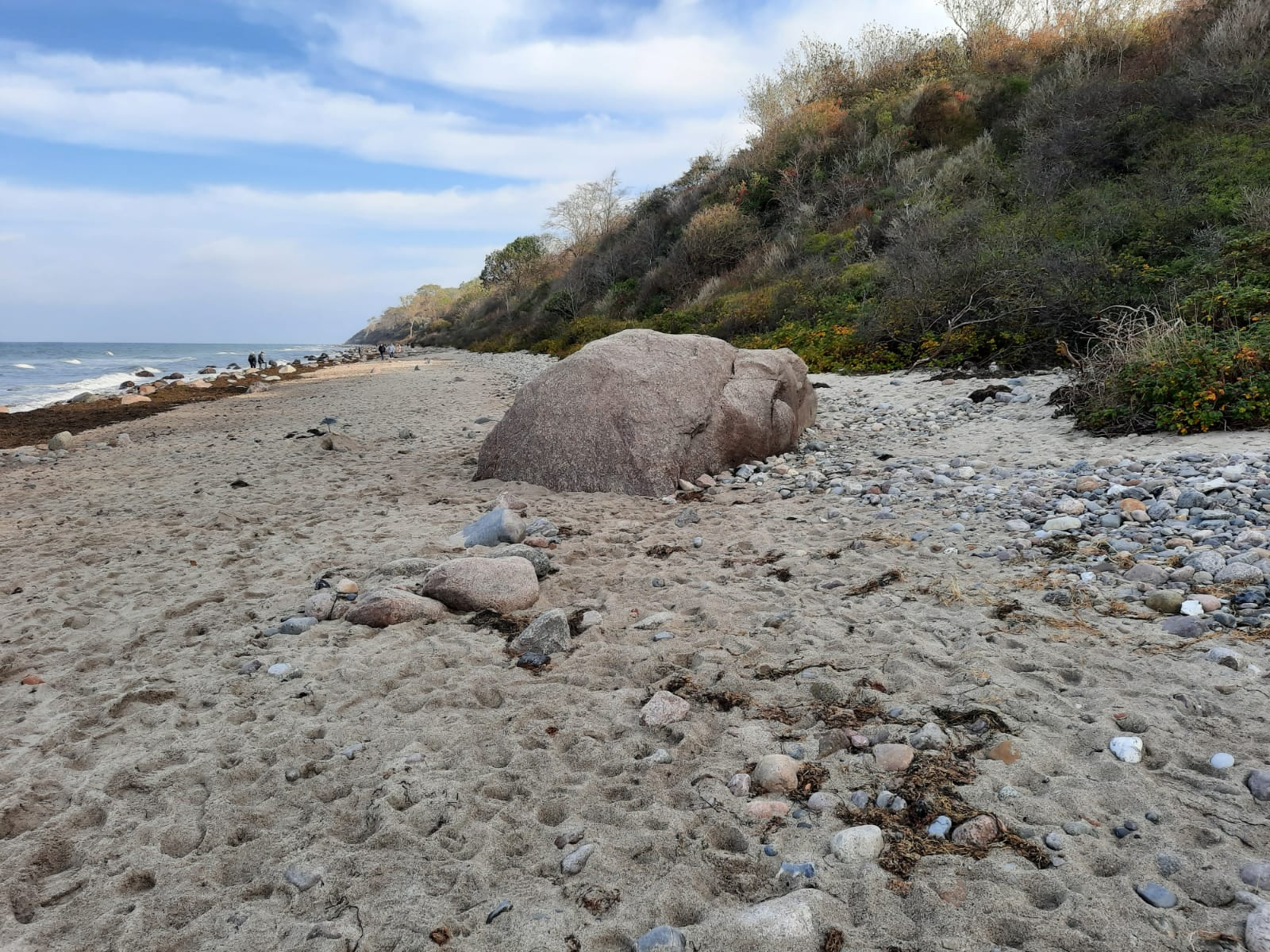
Elefantenstein, Blick von Südwesten, 2020

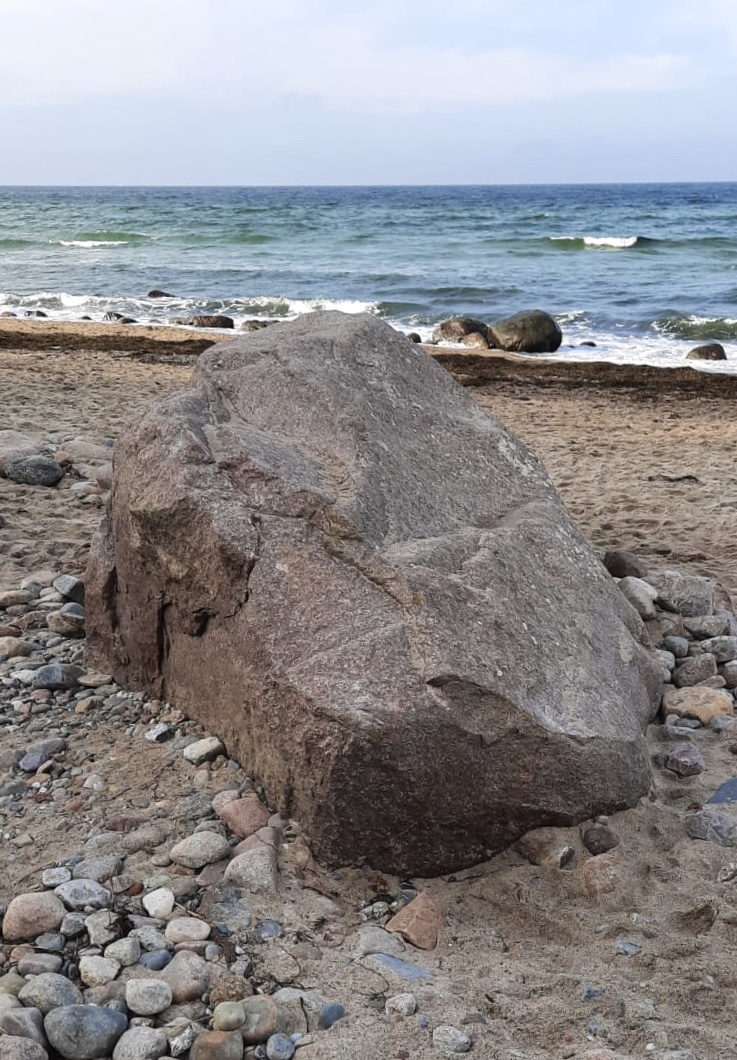
Blick von Osten

Der Elefantenstein ist ein Findling in Rerik in Mecklenburg-Vorpommern. Der Stein ist als Geotop beim Landesamt für Umwelt, Naturschutz und Geologie Mecklenburg-Vorpommern unter der Nummer G2_006 erfasst und geschützt.
Der Findling liegt am Ostseestrand unterhalb der Steilküste etwa 700 Meter nordöstlich der Ortslage von Rerik und steht im Eigentum des Landes Mecklenburg-Vorpommern. In der näheren Umgebung befinden sich diverse kleinere Findlinge. Etwas weiter südwestlich mündet die Liebesschlucht auf den Strand ein.
Der Stein hat eine Länge von 5,1 Metern, bei einer Breite von 2,6 und einer Höhe von 2,5 Metern. Der Umfang beträgt 12,4 Meter, das Gesamtvolumen wird mit 12,4 m³ angegeben. Der Name geht auf das Erscheinungsbild des Steins zurück. Aus südwestlicher Richtung ähnelt der Stein aus einiger Entfernung einem liegenden Elefanten. 